# Kriechbaumerella kraussi
Kriechbaumerella kraussi är en stekelart som beskrevs av T.C. Narendran 1989. Kriechbaumerella kraussi ingår i släktet Kriechbaumerella och familjen bredlårsteklar.
Artens utbredningsområde är Filippinerna. Inga underarter finns listade i Catalogue of Life.